# Barichneumon excelsior
Barichneumon excelsior är en stekelart som först beskrevs av Heinrich 1961.  Barichneumon excelsior ingår i släktet Barichneumon och familjen brokparasitsteklar. Inga underarter finns listade.